# Pantolabus radiatus
Pantolabus radiatus es una especie de peces de la familia Carangidae en el orden de los Perciformes.

## Morfología
Los machos pueden llegar alcanzar los 40 cm de longitud total.

## Distribución geográfica
Se encuentra en las  costas del Pacífico occidental: Indonesia, Australia, mar de Arafura y Papúa Nueva Guinea.